# Lizard (Marvel)
De Lizard (echte naam Dr. Curt Connors) is een fictieve superschurk uit de strips van Marvel Comics, en een vaste vijand van Spider-Man. Hij werd bedacht door Stan Lee en Steve Ditko, en verscheen voor het eerst in Amazing Spider-Man #6 (November 1963).
Dr. Connors en de Lizard zijn als Dr. Jekyll en Mr. Hyde. In zijn menselijke vorm is Dr. Connors een vriend en bondgenoot van Spider-Man. Als de Lizard is hij echter een gevreesde superschurk.

## Biografie
Dr. Curt Connors was een getalenteerde arts die dienstdeed in het leger. Hij werkte als velddokter om gewonde soldaten ter plekke te helpen. Tijdens een missie werd zijn rechterarm dusdanig verwond dat hij geamputeerd moest worden. Toen hij weer thuis was raakte Dr. Connors geobsedeerd door het vermogen van reptielen om verloren lichaamsdelen te laten teruggroeien. Hij bestudeerde de biologie van reptielen intensief, en ontwikkelde hiermee en experimenteel serum van reptielen DNA in de hoop zichzelf zo dezelfde regeneratiekrachten te geven en zijn arm terug te laten groeien. Hij testte het middel op een konijn, en met succes. Daarna gebruikte hij het op zichzelf. Connors arm groeide inderdaad terug, maar de bijwerkingen van het serum waren niet te overzien. Hij veranderde in een reptielachtig wezen.
De Lizard, zoals hij zichzelf nu noemde, trok al snel de aandacht van Spider-Man. Toen Spider-Man de ware identiteit van de Lizard ontdekte, gebruikte hij Dr. Connors' aantekeningen om een tegengif te maken. Hij wist met succes Dr. Connors terug te veranderen in een mens.
Curt Connors verhuisde later naar New York. Hij betaalde Spider-Man terug door een geneesmiddel te ontwikkelen voor May Parker, die ziek was geworden na een bloedtransfusie te hebben gekregen van Peter Parker (vanwege Peters superkrachten). Maar al snel bleek dat Connors' genezing maar van korte duur was. Een vast patroon volgde waarin stress of een chemische reactie Connors opnieuw in de Lizard deed veranderen, waarna Spider-Man hem bevocht en weer op een of andere manier genas. Door de veranderingen ontwikkelde Connors in zijn Lizard vorm een tweede persoonlijkheid, die iedereen op de wereld in reptielmensen wou veranderen.
Een tijdje werkte Peter Parker als leerling en assistent voor Dr. Connors op de Emprie State universiteit, hoewel Connors niet wist dat Peter Spider-Man was. Connors probeerde zijn Lizard persoonlijkheid onder controle te krijgen, wat in zekere mate lukte. Dit eindigde toen de superschurk Calypso de Lizard in haar slaaf veranderde.
De Connors familie werd opnieuw getroffen door een tragedie toen Martha en Billy, Connors vrouw en zoon, kanker bleken te hebben vanwege het jarenlang wonen vlak bij een industrielab van de Monnano Corporation in Florida. Spider-Man hielp Curt om bewijzen te verzamelen dat Monnano schuldig was aan vervuiling van de omgeving. Echter, Martha overleed aan de kanker. Billy overleefde het wel, maar werd erg verbitterd tegenover zijn vader. Dit alles leidde ertoe dat Curt wederom de Lizard werd. Na weer normaal te zijn geworden besloot Curt zichzelf in de gevangenis te doen belanden zodat hij geen gevaar meer vormde voor zijn omgeving. Hij beroofde een bank en werd gearresteerd. Zijn verblijf in de gevangenis was maar van korte duur omdat hij wederom in de Lizard werd veranderd door Norman Osborn, alias de Green Goblin, zodat hij lid kon worden van Normans Sinister Twelve groep. De Sinister Twelve werden verslagen door Spider-Man, de Fantastic Four en enkele Avengers.
Meer recentelijk verscheen de Lizard met een “tweelingbroer” van zichzelf. Later bleek dit niemand minder te zijn dan Curts zoon Billy. Beide werden gevangen en weer normaal gemaakt, maar wat de toekomstige effecten van de Lizard formule op Billy zijn is nog niet bekend.
Lizard was ook tijdelijk lid van een nieuwe versie van de Sinister Six gedurende de “Civil War” verhaallijn. Hoe hij hier bij betrokken is geraakt is nog niet bekend.

## Krachten en vaardigheden
Dr. Curt Connors beschikt niet over superkrachten. Hij is echter wel zeer intelligent en bedreven op het gebied van genetica en herpetologie.
Als Connors veranderd is in de Lizard neemt zijn kracht echter toe tot bovenmenselijk niveau. Ook zijn snelheid en reflexen nemen toe, tot een niveau gelijk aan dat van Spider-Man. Hij kan net als Spider-Man op muren klimmen. Door zijn dikke geschubde huid kan hij moeilijk worden verwond en de meeste wapens weerstaan. Tevens beschikt de Lizard over vergrote genezende krachten, waardoor hij snel kan genezen van verwondingen en verloren lichaamsdelen kan terug laten groeien. Zijn staart is Lizards belangrijkste wapen.
Net als alle reptielen is de Lizard koudbloedig en wordt dus zwakker als hij wordt blootgesteld aan een koude omgeving.
Lizard kan alle reptielen binnen een mijl afstand via telepathie bevelen geven. Lizards intelligentie varieert sterk van bruut en beestachtig gedrag tot dat van de gemiddelde mens.

## Ultimate Lizard
In de Ultimate Marvel strips werd Dr. Curt Conners (let op het verschil in spelling van zijn achternaam) niet alleen de Lizard, maar was hij ook verantwoordelijk voor de creatie van de superschurk Carnage. Hij vermengde DNA van zichzelf en Spider-Man met het pak bekend als Venom. Door de chaos die dit veroorzaakte werd Conners gearresteerd en zijn financiering stopgezet.
De Ultimate versie van de Lizard lijkt te zijn gebaseerd op de Helmbasilisk. Een belangrijk verschil is dat deze Lizard paars is terwijl de Lizard uit de standaard strips een groene huidskleur heeft. Ook lijkt deze Lizard minder intelligent te zijn.

## Lizard in andere media

### Animatieseries
De Lizard heeft meegespeeld in verschillende Spider-Man animatieseries.
- Lizard verscheen voor het eerst in de originele Spider-Man serie, in de aflevering "Where Crawls the Lizard."
- Hij verscheen opnieuw in de Spider-Man animatieserie uit 1981 in de aflevering "Lizards, Lizards Everywhere." Hierin verscheen hij alleen in zijn Lizard vorm en werd Dr. Connors niet genoemd en gezien.
- Lizards bekendste optreden in een animatieserie is in Spider-Man: The Animated Series. Hij verscheen hierin voor het eerst in de aflevering "Night of the Lizard". De Lizard uit deze animatieserie beschikt ook in zijn Lizard vorm over hoge intelligentie, maar is wel kwaadaardig. Hij verscheen ook in de afleveringen "Tablet of Time", "The Ravages of Time", "The Final Nightmare", "The Lizard King" en de "Secret Wars" 3-delige aflevering. Tijdens de "Secret Wars" afleveringen werkte The Lizard samen met Spider-man en de andere superhelden die voor de secret wars waren gekozen. Hierin bleek ook dat Curt zijn Lizard persoonlijkheid ook als de Lizard kan onderdrukken, zolang hij zijn Lizardkrachten maar niet gebruikt. Daarnaast verscheen Dr. Curt Connors in een aantal afleveringen als bijpersonage en vriend van Spider-Man. Joseph Campanella deed de stemmen van zowel Connors als de Lizard.
- Lizard verscheen in de aflevering "Law of the Jungle" van de animatieserie Spider-Man: The New Animated Series. In deze serie is de Lizards uiterlijk en gedrag een stuk beestachtiger dan in de strips. In deze serie was Connors Peters leraar die, net als in de strips, een manier zocht om zijn arm terug te laten groeien. Aan het eind van de aflevering leek Connors om te komen nadat hij van het dak van OsCorp viel. De stemmen van Connors en de Lizard werden gedaan door Rob Zombie.
- Lizard heeft een rol in de serie The Spectacular Spider-Man.
- Een alternatieve versie van Dr. Curt Connors, genaamd Dr. Carla Connors verschijnt in de Disney+ animatieserie Your Friendly Neighborhood Spider-Man. Carla Connors werd voor deze serie ingesproken door Zehra Fazal. Deze animatieserie speelt zich af in het Marvel Cinematic Universe, maar speelt zich niet af in hetzelfde universum als de Spider-Man films met Tom Holland.

### Film
- Dr. Connors werd even genoemd in de film Spider-Man uit 2002.
- In de films Spider-Man 2 en Spider-Man 3 heeft Dr. Connors een rol, gespeeld door acteur Dylan Baker. In deze films mist dr. Connors eveneens zijn rechterarm. Hij wordt in geen van deze films echter de Lizard.
- In de film The Amazing Spider-Man komt De Lizard echter wel voor. Hij wordt hierin gespeeld door Rhys Ifans.
- In de film Spider-Man: No Way Home komt hij uit het universum van The Amazing Spider-Man naar het Marvel Cinematic Universe. Hij werd wederom weer gespeeld door Rhys Ifans.
- In de animatiefilms Spider-Man: Into the Spider-Verse (2018) en Spider-Man: Across the Spider-Verse (2023) verschijnt een versie van The Lizard met Peter Parker als alter-ego. Deze Lizard komt uit het universum van Gwen Stacy / Spider-Gwen, waarin Peter Parker uiteindelijk sterft. Deze Peter Parker wordt ingesproken door Jack Quaid.